# Jorge Alberto Garramuño
Jorge Alberto Garramuño (Sáenz Peña, Chaco; 14 de septiembre de 1953-Buenos Aires, 7 de septiembre de 2015) fue un político argentino, Senador nacional por la provincia de Provincia de Tierra del Fuego, Antártida e Islas del Atlántico Sur entre 2013 y 2015. Anteriormente se había desempeñado como diputado nacional.

## Carrera
Estudió Ingeniería en la Universidad Nacional del Nordeste. Fue Ministro de Obras y Servicios Públicos de Tierra del Fuego desde el 10 de enero de 1992 hasta el 10 de diciembre de 1995, durante el primer mandato del gobernador José Arturo Estabillo.
En 1995 fue elegido para el cargo de intendente de Ushuaia con el 47 % de los votos; en 1999 fue reelecto para el mismo cargo con el 57,2 % de los votos; y en 2003 nuevamente es elegido intendente con un 45,76 % de los votos. En 2011 asumió el cargo de diputado nacional por la provincia de Tierra del Fuego.
En 2007 se postuló como candidato a gobernador por el partido provincial Movimiento Popular Fueguino. Durante el transcurso de la campaña se difundió un video en el cual uno de sus funcionarios, Pablo Wolaniuk, pedía dinero a trabajadores de una cooperativa para "acelerar los pagos a la empresa".
En 2013, durante una entrevista radial, el entonces diputado nacional, confesó haber votado a favor del acuerdo del Gobierno Nacional con Irán a cambio de aportes económicos para su provincia. Luego de dichas declaraciones, la DAIA denunció penalmente a Garramuño por cohecho.
Falleció en Buenos Aires el 7 de septiembre de 2015 a causa de una enfermedad.